# Trainspotting (novel·la)

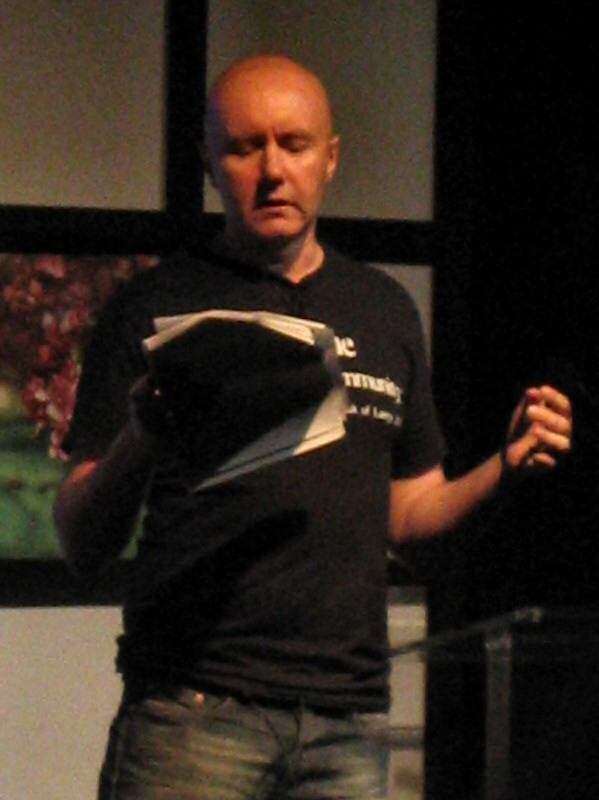
Fotografia de l'autor, Irvine Welsh.

Trainspotting és la primera novel·la de l'escriptor escocès Irvine Welsh, publicat per primera vegada l'any 1993. Agafa la forma d'una col·lecció d'històries curtes, escrites en Scots, escocès anglès o britànic anglès, que giren al voltant de diversos residents de Leith, Edimburg que o bé són consumidors d'heroïna, es relacionen amb consumidors d'aquesta, o bé estan involucrats activitats destructives com ara addiccions. L'acció es desenvolupa durant els darrers anys de la dècada dels 80 del segle xx.
La novel·la de llavors ençà ha aconseguit un estat de culte, en part arran de l'èxit de la pel·lícula de Danny Boyle Trainspotting (1996). Welsh va escriure una seqüela, Porno, l'any 2002, així com Skagboys, una novel·la que serveix com a preqüela i que va ser publicada l'any 2012.